# A13 (motorväg, Tyskland)

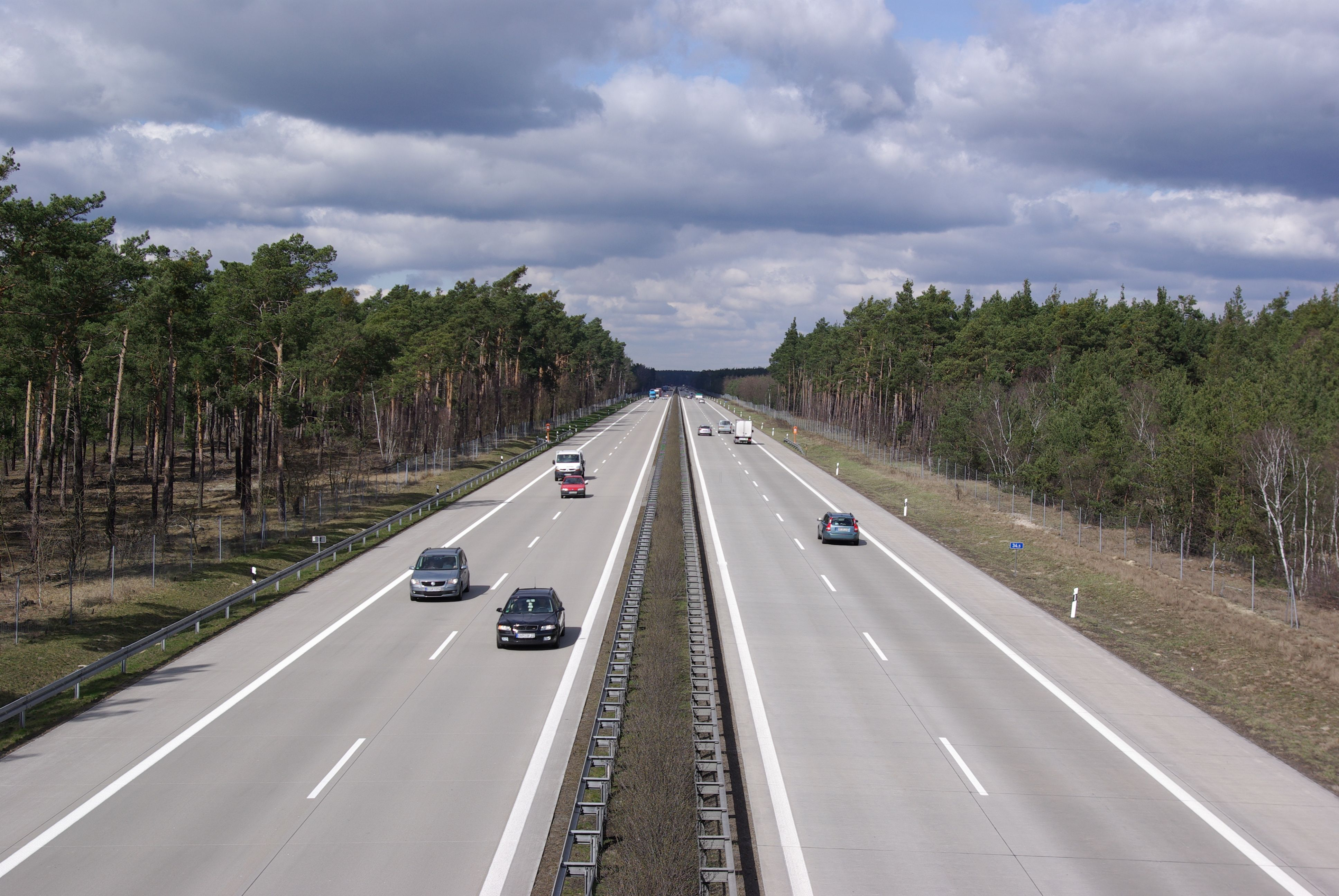
A13 nära Staakow.

A13 är en motorväg i Tyskland som går mellan Berlin och Dresden. Motorvägen går via Spreewald där den ansluter till motorvägen A15. Denna motorväg utgör en viktig länk för internationell trafik då Dresden är utgångspunkt för trafik mot Tjeckien och detta blir en del i motorvägen mellan Berlin och Prag. Anslutningen till motorvägen A15 är också viktig då denna tillsammans med A15 utgör en viktig förbindelse till Polen. På detta sätt är denna motorväg en del i en längre motorvägsförbindelse mellan Berlin och Kraków. 

## Trafikplatser
|  | Nr | Skyltning                              |
|  | 1  | Schönefeld (Fyrvägskorsning) E 30 E 55 |
|  | 2  | Ragow                                  |
|  | 3a | Mittenwalde                            |
|  | 3b | Bestensee                              |
|  |    | Am Kahlberg                            |
|  | 4  | Groß Köris                             |
|  | 5a | Teupitz                                |
|  | 5b | Baruth/Mark                            |
|  | 6  | Staakow                                |
|  |    | Bugkgraben/Krausnicker Berge           |
|  | 7  | Freiwalde                              |
|  |    | Berstetal                              |
|  | 8  | Duben                                  |
|  |    | Rüblingsheide                          |
|  | 9  | Lübbenau/Spreewald                     |
|  | 10 | Spreewald (T-korsning) E 36            |
|  | 11 | Kittlitz                               |
|  |    |                                        |
|  | 12 | Calau                                  |
|  |    |                                        |
|  | 13 | Bronkow                                |
|  |    | Ekodukt (10 m)                         |
|  | 14 | Großräschen                            |
|  |    | Freienhufener Eck                      |
|  | 15 | Klettwitz                              |
|  | 16 | Schwarzheide                           |
|  | 17 | Ruhland                                |
|  |    | Schwarze-Elster-Brücke (127 m)         |
|  |    |                                        |
|  | 18 | Ortrand                                |
|  |    | Pulsnitzbrücke                         |
|  | 19 | Schönborn                              |
|  |    | Schönfeld                              |
|  | 20 | Thiendorf                              |
|  | 21 | Radeburg                               |
|  | 22 | Marsdorf                               |
|  | 23 | Dresden-Nord (T-korsning) E 40         |